# Lista odcinków serialu anime A Certain Magical Index

Logo serii

Artykuł zawiera listę wszystkich wyemitowanych odcinków telewizyjnego serialu anime A Certain Magical Index, wyprodukowanego na podstawie light novel napisanej przez Kazumę Kamachiego i zilustrowanej przez Kiyotakę Haimurę. Seria po raz pierwszy była emitowana w Chiba TV i innych stacjach od 4 października 2008 do 19 marca 2009 i składała się z 24 odcinków.
Drugi sezon emitowano od 8 października 2010 do 1 kwietnia 2011.
Premiera trzeciego sezonu o rozpoczęła się 5 października 2018 i zakończyła 5 kwietnia 2019, licząc 26 odcinków.

## Przegląd sezonów
| Sezon | Sezon | Odcinki | Premiera serii      | Finał serii     |
| ----- | ----- | ------- | ------------------- | --------------- |
|       | 1     | 24      | 4 października 2008 | 19 marca 2009   |
|       | 2     | 24      | 8 października 2010 | 1 kwietnia 2011 |
|       | 3     | 26      | 5 października 2018 | 5 kwietnia 2019 |

## Lista odcinków

### Sezon 1 (2009–2010)
| №  | #  | Tytuł                                                                                           | Reżyseria           | Scenariusz       | Premiera             |
| -- | -- | ----------------------------------------------------------------------------------------------- | ------------------- | ---------------- | -------------------- |
| 1  | 1  | Academy City Gakuen Toshi (学園都市)                                                            | Hiroshi Nishikiori  | Masanao Akahoshi | 4 października 2008  |
| 2  | 2  | Innocentius Majo-gari no ō (Inokentiusu) (魔女狩りの王 (イノケンティウス))                      | Katsushi Sakurabi   | Masanao Akahoshi | 11 października 2008 |
| 3  | 3  | Necessarius Hitsuyōaku no kyōkai (Nesesariusu) (必要悪の教会 (ネセサリウス))                    | Hideki Tachibana    | Masanao Akahoshi | 18 października 2008 |
| 4  | 4  | Pamięć doskonała Kanzen kioku nōryoku (完全記憶能力)                                            | Kōsuke Kobayashi    | Masanao Akahoshi | 25 października 2008 |
| 5  | 5  | Termin Jūni-ji (Rimitto) (十二時 (リミット))                                                    | Shinya Kawatsura    | Masanao Akahoshi | 1 listopada 2008     |
| 6  | 6  | Łamacz iluzji Gensō-goroshi (Imajin bureikā) (幻想殺し (イマジンブレイカー))                    | Kei Umabiki         | Masanao Akahoshi | 11 listopada 2008    |
| 7  | 7  | Kult nauki Misawa-juku (Kagaku sūhai) (三沢塾 (かがくすうはい))                                 | Kazuo Tomizawa      | Akira Tanizaki   | 15 listopada 2008    |
| 8  | 8  | Ars Magna Ōgon rensei (Arusu maguna) (黄金練成 (アルス＝マグナ))                                | Noriyuki Fukuda     | Masanao Akahoshi | 22 listopada 2008    |
| 9  | 9  | Głęboka Krew Kyūketsu-goroshi (Dīpu buraddo) (吸血殺し (ディープブラッド))                      | Tamaki Nakatsu      | Seishi Minakami  | 29 listopada 2008    |
| 10 | 10 | Mikoto Misaka Onee-sama (Misaka Mikoto) (お姉様 (みさかみこと))                                 | Hideki Tachibana    | Satoru Nishizono | 6 grudnia 2008       |
| 11 | 11 | Siostry Imōtotachi (Shisutāzu) (妹達 (シスターズ))                                              | Hiroshi Tsuruta     | Satoru Nishizono | 13 grudnia 2008      |
| 12 | 12 | Poziom 6 Zettai nōryoku (Reberu shikkusu) (絶対能力 (レベル6))                                  | Shigeru Ueda        | Satoru Nishizono | 20 grudnia 2008      |
| 13 | 13 | Akcelerator Ippōtsūkō (Akuserarēta) (一方通行 (アクセラレータ))                                 | Daisuke Takashima   | Satoru Nishizono | 27 grudnia 2008      |
| 14 | 14 | Najsłabszy kontra najsilniejszy Saikyō vs saijaku (最強 VS 最弱 (さいじゃく VS さいきょう))     | Katsushi Sakurabi   | Satoru Nishizono | 8 stycznia 2009      |
| 15 | 15 | Upadek anioła Otsukai oroshi (Enzeru fōru) (御使堕し (エンゼルフォール))                        | Tamaki Nakatsu      | Seishi Minakami  | 15 stycznia 2009     |
| 16 | 16 | Touya Kamijo Chichioya (Kamijō Tōya) (父親 (かみじょうとうや))                                  | Takashi Kawabata    | Seishi Minakami  | 22 stycznia 2009     |
| 17 | 17 | Moc Boga Daitenshi (Kami no chikara) (大天使 (かみのちから))                                    | Toshikazu Hashimoto | Seishi Minakami  | 29 stycznia 2009     |
| 18 | 18 | Replika Nisemono (Repurika) (偽者 (レプリカ))                                                   | Hideki Tachibana    | Akira Tanizaki   | 5 lutego 2009        |
| 19 | 19 | Ostatni rozkaz Uchidome (Rasuto Ōdā) (打ち止め (ラストオーダー))                                | Tsuyoshi Yoshimoto  | Masanao Akahoshi | 12 lutego 2009       |
| 20 | 20 | Wirus Saishū shingō (Wirusu kōdo) (最終信号 (ウィルスコード))                                   | Daisuke Takashima   | Satoru Nishizono | 19 lutego 2009       |
| 21 | 21 | Zjawa Shōtai fumei (Kauntā sutoppu) (正体不明 (カウンターストップ))                             | Shinsuke Yanagi     | Satoru Nishizono | 26 lutego 2009       |
| 22 | 22 | Golem Sekizō (Gōremu) (石像 (ゴーレム))                                                         | Hiroshi Tsuruta     | Masanao Akahoshi | 5 marca 2009         |
| 23 | 23 | Przyjaciółka Kazakiri hyōka (Tomodachi) (風斬氷華 (トモダチ))                                   | Hideki Tachibana    | Masanao Akahoshi | 12 marca 2009        |
| 24 | 24 | Tajemny dystrykt Kyosū gakku · Gogyō kikan (虚数学区・五行機関 (きょすうがっく ごぎょうきかん)) | Tamaki Nakatsu      | Masanao Akahoshi | 19 marca 2009        |

### Sezon 2 (2010–2011)
| №  | #  | Tytuł                                                                                  | Reżyseria         | Scenariusz        | Premiera             |
| -- | -- | -------------------------------------------------------------------------------------- | ----------------- | ----------------- | -------------------- |
| 25 | 1  | 31 sierpnia Hachigatsu sanjūichi-nichi (Saigo no hi) (8月31日 (さいごのひ))            | Tamaki Nakatsu    | Masanao Akahoshi  | 8 października 2010  |
| 26 | 2  | Księga Prawa Hō no sho (法の書)                                                        | Yoshitaka Koyama  | Masanao Akahoshi  | 15 października 2010 |
| 27 | 3  | Kościół Amakusy Amakusa-shiki (天草式)                                                 | Tomohiro Kamitani | Masanao Akahoshi  | 22 października 2010 |
| 28 | 4  | Groza Szeolu Mametsu no koe (Sheōru fia) (魔滅の声 (シェオールフィア))                 | Makoto Sokuza     | Masanao Akahoshi  | 29 października 2010 |
| 29 | 5  | Agnese Sanctis Hasu no tsue (Rōtasu wando) (蓮の杖 (ロータスワンド))                   | Masato Jinbo      | Masanao Akahoshi  | 5 listopada 2010     |
| 30 | 6  | Szczątki Zangai (Remunanto) (残骸 (レムナント))                                        | Mamoru Enomoto    | Seishi Minakami   | 12 listopada 2010    |
| 31 | 7  | Translokacja Zahyō idō (Mūbu pointo) (座標移動 (ムーブポイント))                       | Masato Jinbo      | Seishi Minakami   | 19 listopada 2010    |
| 32 | 8  | Daihasei Daihaseisai (大覇星祭)                                                        | Shin’ya Kawatsura | Miya Asakawa      | 26 listopada 2010    |
| 33 | 9  | Zawada Tsuiseki fūji (Rūto disutābu) (追跡封じ (ルートディスターブ))                   | Daisuke Tokudo    | Miya Asakawa      | 3 grudnia 2010       |
| 34 | 10 | Stenogram Sokki genten (Shōtohando) (速記原典 (ショートハンド))                        | Tomohiro Kamitani | Miya Asakawa      | 10 grudnia 2010      |
| 35 | 11 | Święty Miecz Shitotsu kōken (Sutabu sōdo) (刺突抗剣 (スタブソード))                    | Mamoru Enomoto    | Kurasumi Sunayama | 17 grudnia 2010      |
| 36 | 12 | Obserwatorium Tenmondai (Beruvedēre) (天文台 (ベルヴェデーレ))                         | Makoto Sokuza     | Kurasumi Sunayama | 24 grudnia 2010      |
| 37 | 13 | Krzyż św. Piotra Shito jūji (Kurōche di Pietoro) (使徒十字 (クローチェ ディ ピエトロ)) | Masato Jinbo      | Kurasumi Sunayama | 7 stycznia 2011      |
| 38 | 14 | Miasto na wodzie Mizu no Miyako (水の都)                                               | Tamaki Nakatsu    | Masanao Akahoshi  | 14 stycznia 2011     |
| 39 | 15 | Flota Królowej Joō kantai (女王艦隊)                                                   | Masato Jinbo      | Masanao Akahoshi  | 21 stycznia 2011     |
| 40 | 16 | Różaniec Wyznaczonego Czasu Kokugen no rozario (刻限のロザリオ)                        | Shinya Watada     | Masanao Akahoshi  | 28 stycznia 2011     |
| 41 | 17 | Zakład Batsu gēmu (罰ゲーム)                                                           | Shin’ya Kawatsura | Seishi Minakami   | 4 lutego 2011        |
| 42 | 18 | Numer seryjny Kentai bangō (Shiriaru nanbā) (検体番号 (シリアルナンバー))              | Kōsuke Kobayashi  | Seishi Minakami   | 11 lutego 2011       |
| 43 | 19 | Amata Kihara Kihara amata (Kenkyūsha) (木原数多 (けんきゅうしゃ))                      | Daisuke Tokudo    | Seishi Minakami   | 18 lutego 2011       |
| 44 | 20 | Psy Gończe Ryōken butai (Haundo doggu) (猟犬部隊 (ハウンドドッグ))                     | Ayumu Kotake      | Masanao Akahoshi  | 25 lutego 2011       |
| 45 | 21 | Testament Gakushū sōchi (Tesutamento) (学習装置 (テスタメント))                        | Takashi Ikehata   | Masanao Akahoshi  | 4 marca 2011         |
| 46 | 22 | Kara Boska Tenbatsu jutsushiki (天罰術式)                                              | Masato Jinbo      | Masanao Akahoshi  | 11 marca 2011        |
| 47 | 23 | Nadchodzi wojna Kaisenmae (開戦前)                                                     | Masato Jinbo      | Masanao Akahoshi  | 25 marca 2011        |
| 48 | 24 | Gang esperów Busō shūdan (Sukiru-auto) (武装集団 (スキルアウト))                       | Shin’ya Kawatsura | Masanao Akahoshi  | 1 kwietnia 2011      |

### Sezon 3 (2018–2019)
| №  | #  | Tytuł                                                            | Reżyseria                          | Scenariusz         | Premiera             |
| -- | -- | ---------------------------------------------------------------- | ---------------------------------- | ------------------ | -------------------- |
| 49 | 1  | Konran (混乱)                                                    | Yoshiyuki Nogami                   | Hiroyuki Yoshino   | 5 października 2018  |
| 50 | 2  | Kami no useki (神の右席)                                         | Yoshiyuki Nogami                   | Hiroyuki Yoshino   | 12 października 2018 |
| 51 | 3  | C bunsho (C文書)                                                 | Hiroshi Nishikiori                 | Hiroyuki Yoshino   | 19 października 2018 |
| 52 | 4  | Gakuentoshi anbu (学園都市暗部)                                  | Yoshihiro Mori                     | Ryunosuke Kingetsu | 26 października 2018 |
| 53 | 5  | Dāku matā (垣根帝督（ダークマター）)                             | Takashi Kobayashi                  | Ryunosuke Kingetsu | 2 listopada 2018     |
| 54 | 6  | Chō nōryoku-sha-tachi (超能力者達)                               | Yoshiyuki Nogami                   | Ryunosuke Kingetsu | 9 listopada 2018     |
| 55 | 7  | Dai san kaisō (第三階層)                                         | Akihiro Izumi                      | Kenji Sugihara     | 16 listopada 2018    |
| 56 | 8  | Seijinkuzushi (聖人崩し)                                         | Toshikazu Hashimoto                | Kenji Sugihara     | 23 listopada 2018    |
| 57 | 9  | Seibo sūhai (聖母崇拝)                                           | Kazuma Satō                        | Kenji Sugihara     | 30 listopada 2018    |
| 58 | 10 | Sukai basu 365 (スカイバス365)                                   | Yūsuke Onoda                       | Takahiro Nagase    | 7 grudnia 2018       |
| 59 | 11 | Igirisu meiro (英国迷路)                                         | Yoshihiro Mori                     | Takahiro Nagase    | 14 grudnia 2018      |
| 60 | 12 | Yōhei (傭兵)                                                     | Yoshiyuki Nogami                   | Hiroyuki Yoshino   | 21 grudnia 2018      |
| 61 | 13 | Katēteru orijinaru (カテーテル オリジナル)                       | Yuki Morita                        | Hiroyuki Yoshino   | 28 grudnia 2018      |
| 62 | 14 | Eiyū-tachi (英雄達)                                              | Shigeki Awai Yūsuke Onoda          | Hiroyuki Yoshino   | 11 stycznia 2019     |
| 63 | 15 | Mukai-den butai (Supākushigunaru) (迎電部隊（スパークシグナル）) | Akihiro Izumi Yoshihiro Mori       | Tsuyoshi Tamai     | 18 stycznia 2019     |
| 64 | 16 | Tōkatsu riji-kai (統括理事会)                                    | Toshikazu Hashimoto                | Tsuyoshi Tamai     | 25 stycznia 2019     |
| 65 | 17 | Kaibutsu (Doragon) (怪物（ドラゴン）)                            | Masahiro Shinohara                 | Tsuyoshi Tamai     | 1 lutego 2019        |
| 66 | 18 | Dokuritsu gokudōmei (独立国同盟)                                 | Yoshihiro Mori                     | Ryunosuke Kingetsu | 8 lutego 2019        |
| 67 | 19 | Bangai kotai (Misaka wāsuto)" (番外個体 (ミサカワースト))        | Masato Miyoshi Shigeki Awai        | Ryunosuke Kingetsu | 15 lutego 2019       |
| 68 | 20 | Mamoru riyū? (守る理由)                                          | Yoshiyuki Nogami                   | Ryunosuke Kingetsu | 22 lutego 2019       |
| 69 | 21 | Betsurehemu no hoshi (ベツレヘムの星)                            | Kouzou Kaihō Yoshihiro Mori        | Tsuyoshi Tamai     | 1 marca 2019         |
| 70 | 22 | Gaburieru (天使の力)                                             | Yūsuke Onoda                       | Tsuyoshi Tamai     | 8 marca 2019         |
| 71 | 23 | Hyūzu Kazakiri (ヒューズ＝カザキリ)                              | Shigeki Awai                       | Tsuyoshi Tamai     | 15 marca 2019        |
| 72 | 24 | Indekkusu (禁書目録（インデックス）)                             | Kentarō Suzuki Yoshiyuki Nogami    | Hiroyuki Yoshino   | 22 marca 2019        |
| 73 | 25 | Tsubasa (翼)                                                     | Yoshihiro Mori                     | Hiroyuki Yoshino   | 29 marca 2019        |
| 74 | 26 | Kami no ko (神の子)                                              | Katsushi Sakurabi Yoshiyuki Nogami | Hiroyuki Yoshino   | 5 kwietnia 2019      |